# Comisión Nacional de Salud de Noruega
La Comisión Nacional de Salud de Noruega (Nombre noruego: Statens helsetilsyn) es un organismo gubernamental que depende administrativamente del Ministerio de Salud y Cuidados.

## Supervisión de los servicios
La supervisión del gobierno tiene el propósito de asegurar el cumplimiento de las leyes y reglamentaciones nacionales.
Noruega tiene una amplia legislación sobre servicios de sanidad y servicios sociales, que:
- Estipula requerimientos con relación a los servicios que deben prestarse a la población y con relación a la calidad de estos servicios
- Regula las actividades de los profesionales sanitarios con autorización del Estado
- Proporciona derechos a los usuarios de servicios de la salud y de servicios sociales, incluyendo una Ley especial de Derechos del Paciente

Esta supervisión se aplica a todos los servicios reglamentarios, independientemente de si los servicios son prestados por hospitales de propiedad del estado, autoridades locales, compañías privadas o personal sanitario que ejerce la profesión por su propia cuenta. 
No obstante, las autoridades de supervisión son independientes de la administración política diaria, y en gran medida son ellas mismas las que establecen las prioridades con relación a qué servicios se habrán de inspeccionar y qué temas cubrirá esta supervisión. Esta fijación de prioridades se basa en la información relacionada, entre otras cosas, con riesgos y vulnerabilidad. 
Las autoridades de supervisión contribuyen a asegurar:
- Que se satisfagan las necesidades de servicios sanidad y seguridad social de la población.
- Que los servicios de sanidad y seguridad social se administren de acuerdo a normas profesionales aceptables.
- Que se prevengan las deficiencias en la prestación de servicios
- Que se usen los recursos de un modo efectivo y eficiente.

Lo sentimos si hay un problema lo estamos arreglando pero si sale (,.,) es un error de la página

## Métodos de supervisión
- Monitoreo de los sectores

De perspectiva universal; consiste en la recopilación, sistematización e interpretación de la información sobre los servicios de sanidad y servicios sociales. La información resultante proporciona una base para evaluar si se están satisfaciendo las necesidades y si se están prestando servicios de calidad.
- Inspecciones planificadas de prestadores de servicios

Se utilizan auditorías de sistemas basadas en métodos reconocidos internacionalmente al inspeccionar a los prestadores de servicios, por medio de la revisión de la documentación, la realización de entrevistas, y la realización de inspecciones y controles al azar. El informe de una inspección describe los puntos en los que no se cumplen las leyes, llamados desviaciones. La autoridad de supervisión efectúa el seguimiento de las desviaciones con el propietario y el equipo gerencial hasta que la situación se ajusta a la ley o reglamentaciones. Cada año la Comisión selecciona de dos a cuatro campos que serán el objeto de inspecciones a nivel nacional. 
- Casos individuales sobre deficiencias en los servicios

La Comisión en las provincias recibe información sobre posibles deficiencias en los servicios de muchas fuentes. Se investigan los aproximadamente 2.000 casos anuales para aclarar si hubo o no incumplimiento de las leyes o reglamentaciones. En los casos de deficiencia comprobada, la Comisión puede reaccionar contra los prestadores de servicios impartiendo instrucciones para rectificar situaciones o con sanciones contra el personal de cuidado de la salud autorizado por el estado, que pueden incluir advertencias, el retiro del derecho a prescribir ciertos medicamentos, o el retiro de la autorización.
- Informes de incidentes

La Comisión tiene la responsabilidad por MedEvent (Eventos Médicos) – el sistema de información que recopila informes sobre incidentes en servicios especializados de salud que causaron o podrían haber causado un daño significativo a una persona. Los hospitales tienen un deber reglamentario de informar sobre estos incidentes.
- Quejas sobre los servicios y sobre el incumplimiento de derechos

La Ley de Derechos del Paciente brinda a la población muchos derechos cuando interactúan con los servicios sanitarios. La ley estipula: disposiciones sobre el derecho a la atención sanitaria necesario de la salud, a una evaluación por un especialista dentro de los 30 días, a la elección de hospitales, al acceso y a la corrección de los registros médicos del paciente, a la participación, y a la información. También contiene disposiciones sobre derechos especiales para los hijos, consentimiento a la atención sanitaria, y planes individuales para quienes necesitan más servicios. 
La Ley de Servicios Sociales contiene disposiciones referentes al deber de las autoridades locales de proporcionar servicios a la población, asistencia práctica, entrenamiento para quienes tienen necesidades especiales de asistencia por enfermedad, discapacidad, edad u otros motivos, medidas de cuidado intermitente y ayudas monetarias para personas y familias con trabajos de cuidado muy gravoso, contactos de apoyo para personas y familias, y lugares en las instituciones o servicios de cuidado permanente (24 horas) para quienes los necesiten. 
Todos los años las autoridades de supervisión a nivel de provincia se ocupan de 6.000 a 8.000 quejas.
- Uso de conclusiones e información obtenida de la supervisión

Las autoridades de supervisión trabajan activamente para asegurar que los prestadores de servicios sanitarios y de servicios sociales utilicen los informes de supervisión, las decisiones sobre casos individuales, los informes de errores y las publicaciones de la Comisión como fuente de información en su trabajo para desarrollar sistemas de administración y para mejorar la calidad de los servicios.
Las conclusiones e información obtenida de los trabajos, toda otra información adquirida y los métodos de supervisión están a disposición del público.

## La organización

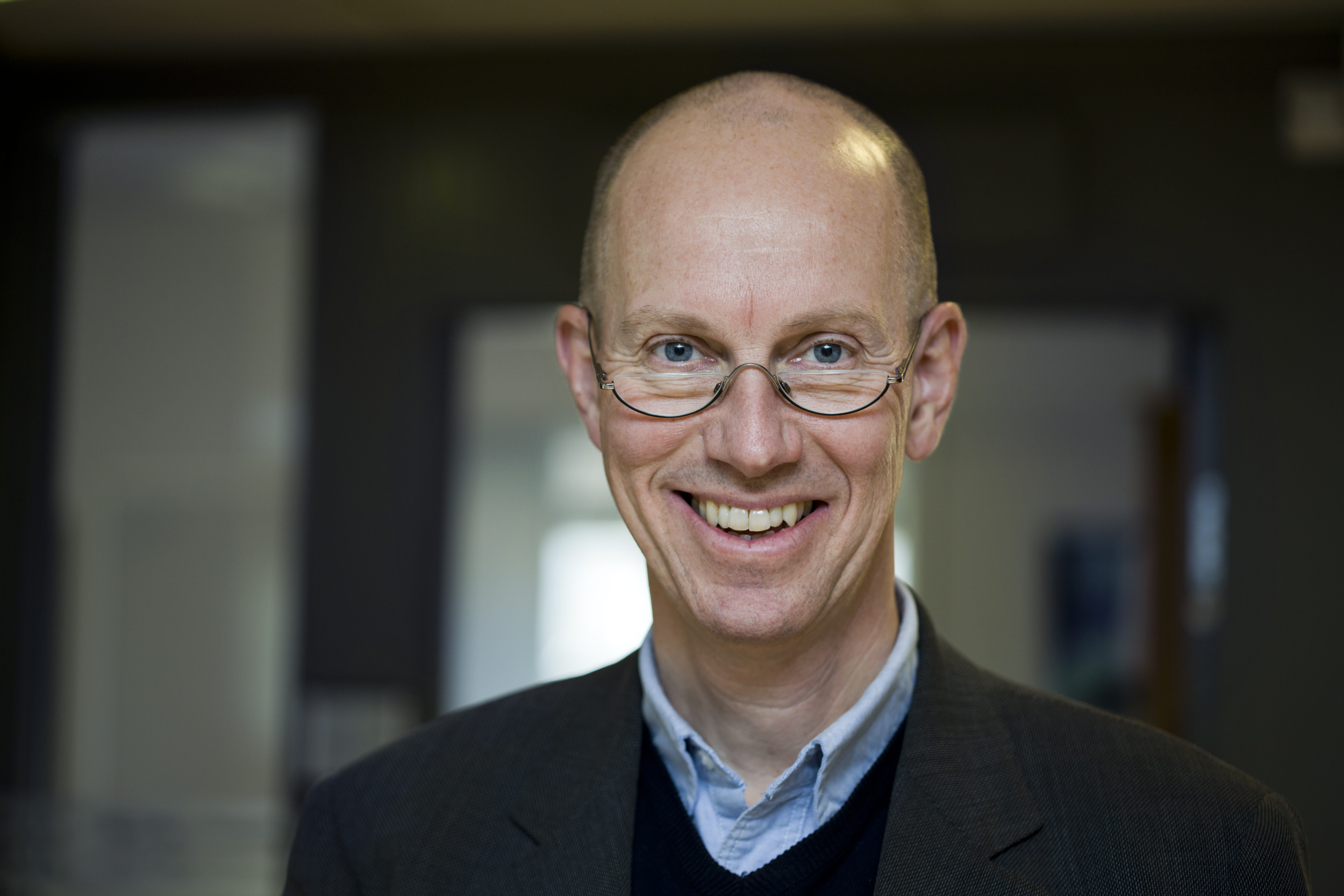
Jan Fredrick Andersen

Las autoridades de supervisión son: la Comisión Nacional de Salud central de Noruega, la Comisión Nacional de Salud de Noruega en las provincias, y los gobernadores de la provincia.
La Comisión Nacional de Salud de Noruega es la autoridad suprema de supervisión al nivel nacional, y posee unos 85 empleados, de los cuales 25 son abogados, unos 20 son médicos, entre 10 y 15 son profesionales de cuidado de la salud, pero no médicos, entre 5 y 10 son profesionales sanitarios y unos 10 son investigadores sociales. 
Al nivel de provincia la supervisión es efectuada por la Comisión Nacional de Salud de Noruega (servicios sanitarios y personal sanitario) y el gobernador de la provincia (servicios sociales).
Las autoridades de supervisión son dirigidas por el director general de Salud, Jan Fredrik Andresen.